# Hunter Hillenmeyer
Hunter Hillenmeyer (Nashville, 28 ottobre 1980) è un ex giocatore di football americano statunitense che ha giocato per tutta la carriera nei Chicago Bears della National Football League (NFL).

## Primi anni
Hillenmeyer ha giocato per la Montgomery Bell Academy di Nashville come Linebacker, Defensive End, Tight End e Punter.

## Carriera universitaria
Ha giocato quattro anni con la Vanderbilt University (1999-2002) per un totale di 45 partite, totalizzando 249 tackles (165 solo) e 6.5 sacks.

## Carriera professionisticaa

### Chicago Bears
Hillenmeyer firmò con i Bears dopo essere stato tagliato dai Packers poco prima dell'inizio della stagione 2003. Hillenmeyer giocò in quella stagione con la special team di Chicago registrando 12 tackles, giocando 13 partite.  
Nel 2004 giocò 11 volte su 16 titolare e registrò 90 tackles e 2.5 sacks. Nel 2005 fece registrare 71 tackles con 5 TFL, 1 sack, 1 INT e 2 PBUs incominciando 12 dei primi 13 match come linebacker saltando le ultime tre partite per infortunio. Il 30 giugno 2006 i Bears rifirmarono Hillenmeyer con un contratto quinquennale da $13 milioni valevole sino al 2010. Nel 2006 iniziò 13 partite, registrando 68 tackles, 2 TFL, 1 fumble recuperato e 3 PBU.  
Nel 2007 ha giocato tutte le 16 partite della stagione, partendo 14 volte da titolare registrando 101 tackles, 5 sack, 3 TFL, 2 PBU, 1 fumble e 1 fumble recuperato.  Nel 2008 Hillenmeyer ha giocato 13 partite, iniziandone sei. Ha giocato per molte stagioni assieme a Brian Urlacher e Lance Briggs, che sono considerati una delle migliori coppie di linebacker della lega. Hillenmeyer ha sostituito Brian Urlacher come linebacker centrale nella stagione 2009, registrando 90 tackles, 2.5 sacks, 1 intercetto e forzando 4 fumbles. Si è ritirato dopo la stagione 2010.

### Vittorie e premi
Nessuno

## Vita privata
In un Monday Night Game del 2006 contro i St. Louis Rams, il compagno di squadra di Hillenmeyer Alex Brown lo soprannominò "Triple H". 
In un'intervista per Fox News Chicago confermò la sua volontà di sposarsi con la nipote di Tim Floyd, ex allenatore di Iowa State, Chicago Bulls, Southern California Trojans. Il padre di Hunter è uno chef di un ristorante di sua proprietà nel Tennessee. Hunter scrive inoltre articoli per il sito internet TheStreet.com.